# General Instrument
General Instrument (GI) war einer der größten Hersteller von Halbleiterbauelementen und Geräten für Kabelfernsehen in den USA. 1997 wurde General Instrument aufgeteilt, der Name verschwand im Jahr 2000. Das Unternehmen stellte u. a. den Chip für diverse Pong-Nachbau-Spielkonsolen (AY-3-8500) her sowie den legendären Soundchip AY-3-8910.

## Geschichte
General Instrument wurde 1948 gegründet.
1987 wurde General Instrument Microelectronics, der Geschäftszweig für Mikroelektronik, in das selbstständige Unternehmen Microchip Technology Inc. umgewandelt.
1997 wurde General Instruments in drei Unternehmen aufgeteilt: Die Abteilung für Kabelfernsehen wurde als Commscope ausgegliedert. Aus der Abteilung für Leistungshalbleiter entstand General Semiconductor, die im Jahr 2001 von Vishay Intertechnology gekauft und in Vishay Semiconductor integriert wurde. Die Abteilung für Breitbandprodukte bildete die Next Level Systems, die sich 1998 wieder in General Instrument umbenannte. Im Jahr 2000 übernahm Motorola das „neue“ General Instrument, wodurch der Name endgültig verschwand.
Donald Rumsfeld leitete General Instrument 1990–1993.

## Produkte

### Mikroprozessoren und Mikrocontroller

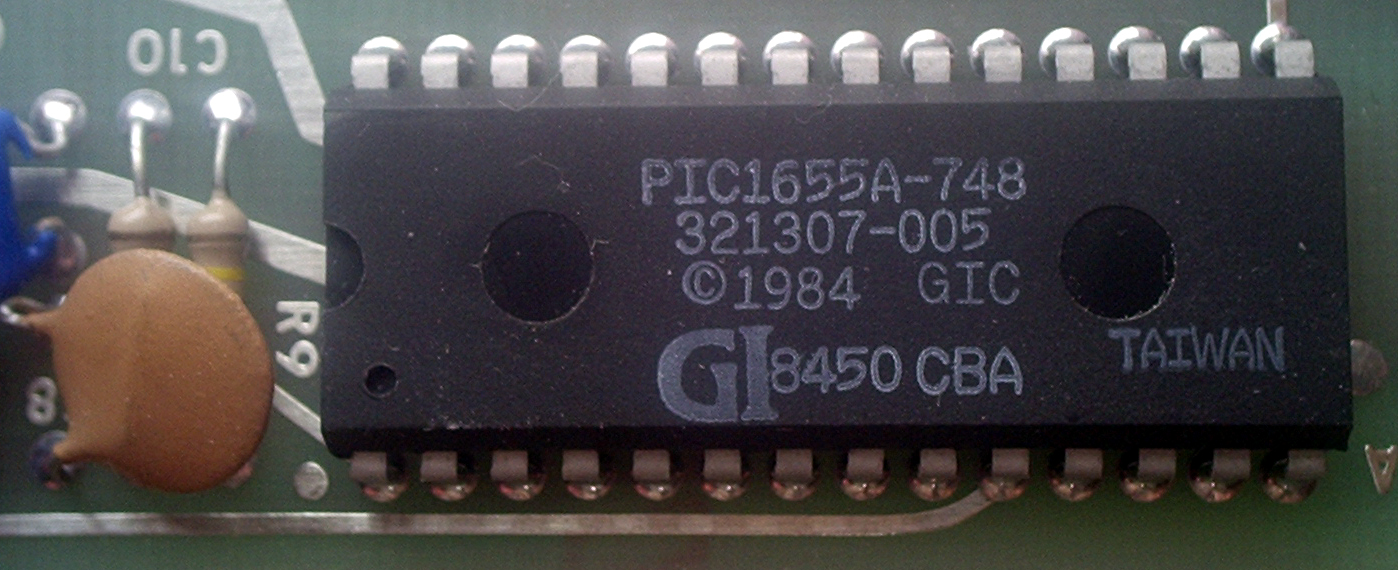
Der PIC1655

General Instrument entwickelte die 16-Bit-Mikroprozessoren CP1600/CP1610, die beispielsweise in Mattels Intellivision eingesetzt wurden.
Die CP1600-Prozessoren waren bei Eingabe und Ausgabe relativ leistungsschwach und erhielten deshalb den 8-Bit-Mikrocontroller PIC1650 (Programmable Intelligent Computer) als Ergänzungsprozessor, der Ein- und Ausgabe übernehmen sollte. Dieser PIC1650 bildet das erste Modell der PICmicro-Familie, die von Microchip bis heute weiterentwickelt und produziert wird.

### Soundchips
Bekannt wurde GI auch durch die Sound-Chips AY-3-8910, die in den meisten Arcade-Spielen und manchen Homecomputern eingesetzt wurden. Der Chip wurde in Lizenz auch von Yamaha als YM-2149 leicht verändert hergestellt.

### Spiele-Chips (Auswahl)

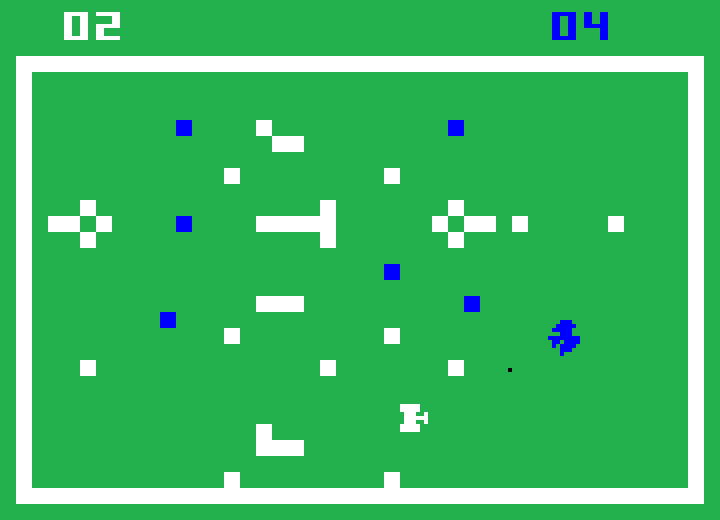
AY-3-8710 Panzerspiel auf Palladium Tele-Cassetten-Game

- AY-3-8500 – Pong
- AY-3-8603 – Auto-Rennspiel
- AY-3-8606 – Breakout
- AY-3-8710 – Panzerspiel

### Andere Chips
- AY-1-5050 7-stage Divider
- AY-3-8915 Farbprozessor, 16 Farben (in Mattels Intellivision)
- AY-3-8203 TV-Sender Auswahl-Chip
- AY-5-1317 Chord Generator
- SP0256 Sprachchip